# Diego Aguiar
Diego José Aguiar (Santa Fe Capital, Provincia de Santa Fe, Argentina, 4 de septiembre de 1981) es un futbolista argentino. Juega como arquero y su primer equipo fue Ben Hur de Rafaela. Actualmente milita en Unión de Sunchales del Torneo Federal A.

## Trayectoria

### Desamparados
El arquero jugó la temporada en la B Nacional después de llegar de Juventud Unida, que no pudo ascender a esta categoría. Aunque se destacó, no fue suficiente para mantener el puesto en la división y el club quedó relegado otra vez a la tercera del fútbol argentino.

### Talleres
Llegó al club para la temporada 2012/13, en la que logró el ascenso del club en su regreso a la B Nacional. Fue figura del equipo en esta temporada junto con el goleador Gonzalo Klusener y el capitán Javier Villarreal, entre otros. Y a pesar de que llegaron arqueros desde diferentes equipos, aún se mantiene como el titular indiscutido en el arco albiazul.

### Juventud
Llegó al club puntano para la temporada 2014/15.

### Sportivo Belgrano
El técnico Arnaldo Sialle pidió un arquero de experiencia y desde el club le cumplieron el deseo. Diego Aguiar, recientemente ascendido con Juventud Unida Universitario de San Luis. Tiene 34 años y una amplia trayectoria en la tercera categoría nacional.

## Clubes
| Club                        | País      | Año       |
| --------------------------- | --------- | --------- |
| Ben Hur de Rafaela          | Argentina | 2005-2008 |
| Unión de Sunchales          | Argentina | 2008-2009 |
| Juventud Antoniana de Salta | Argentina | 2009-2010 |
| Desamparados de San Juan    | Argentina | 2010-2012 |
| Talleres de Córdoba         | Argentina | 2012-2014 |
| Juventud Unida de San Luis  | Argentina | 2014-2015 |
| Sportivo Belgrano           | Argentina | 2016-2017 |
| Unión de Sunchales          | Argentina | 2017-?    |

## Palmarés

### Títulos Regionales
| Título             | Club      | Año  |
| ------------------ | --------- | ---- |
| Copa Santa Fe 2018 | Unión (S) | 2018 |

### Títulos nacionales
| Título             | Club                | País      | Año  |
| ------------------ | ------------------- | --------- | ---- |
| Torneo Argentino A | Talleres de Córdoba | Argentina | 2013 |